# Éva Besnyő
Éva Marianna Besnyő (Boedapest, 29 april 1910 – Laren, 12 december 2003) was een Hongaars-Nederlandse fotografe.

## Leven en werk

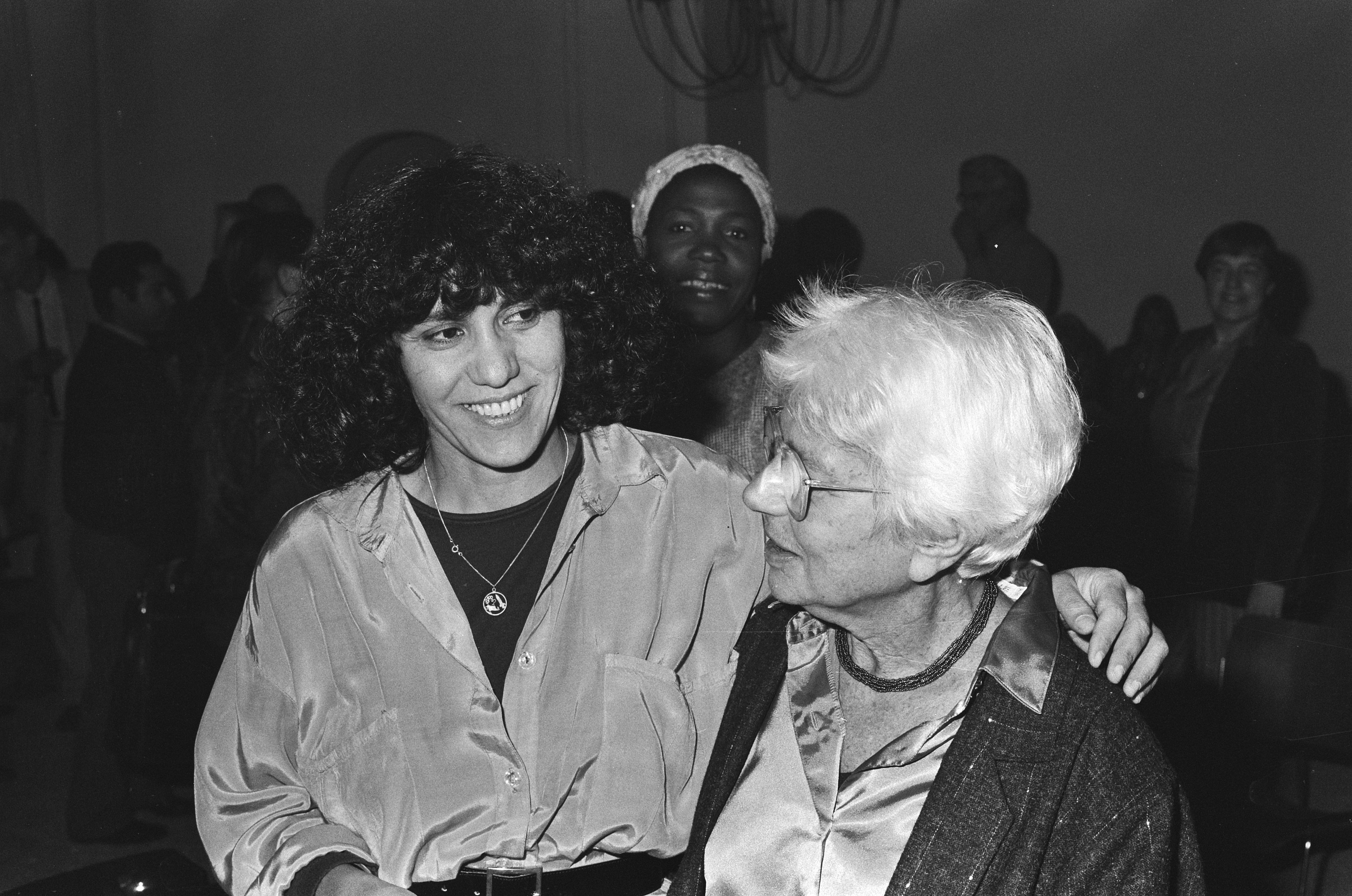
Maviye Karaman Ince en Eva Besnyö bij de Opzij prijsuitreikingen (1985)

Met twee zussen groeide ze op in een liberaal-joods gezin. Haar vader was de advocaat Bernard Besnyö (1877-1944), haar moeder Ilona Kelemen (1883-1981). De drie dochters van het echtpaar kregen een opleiding op het meisjesgymnasium. Besnyö deed eindexamen in 1928.
Zij kreeg voor haar 16e verjaardag een Kodak-boxcamera. Besnyö was in Boedapest het buurmeisje van Endre Friedmann (die zich later Robert Capa noemde) aan wie zij de eerste fotolessen gaf.
Toen ze 18 was volgde ze met een Rolleiflex-camera een cursus reclame- en portretfotografie bij Jozsef Pécsi, maar ze leerde van hem ook architectuurfotografie. Pécsi stimuleerde haar om naar Berlijn te gaan waar ze als professioneel fotograaf aan de slag ging, eerst onder leiding van fotograaf Peter Weller, die haar foto's onder zijn eigen naam verkocht. In Berlijn leerde zij via kunstenaar György Kepes de Nederlandse fotograaf John Fernhout kennen. Fernhout, zoon van de schilderes Charley Toorop. Fernhout keerde in 1930 naar Nederland terug; Besnyő zou hem in in 1932 volgen.
In 1931 begon ze in Berlijn als zelfstandig fotograaf te werken, onder andere voor Neofot, een links persbureau. Vanwege de opkomst van de Nazi's en hun behandeling van de Joden, besloot Éva Besnyő Duitsland te verlaten en vertrok in 1932 naar Nederland, waar Fernhout en Besnyő in 1933 in het huwelijk traden.
In 1933 trad Besnyö toe tot de Vereeniging van Arbeiders-Fotografen, gelieerd aan de  Communistische Partij Holland.
In 1933 hield Besnyö voor het eerst een solotentoonstelling bij de Kunsthandel Carel van Lier aan het Rokin in Amsterdam. Daarna had ze exposities in Rotterdam, Utrecht en Amersfoort. In 1934 ging zij samen met Carel Blazer werken in een atelier op de Keizersgracht Amsterdam. In deze periode werkte ze voor kranten en persbureaus, maakte portretfoto's van kinderen en fotografeerde architectuur. Weer in Boedapest maakte ze foto's van de krottenwijk Kiserdö.
Besnyö was een van de aanhangers van de Nieuwe Fotografie. Als lid van de tentoonstellingscommissie was Besnyö, naast voorzitter Paul Schuitema en Cas Oorthuys, een van de drijvende krachten achter de organisatie van de tentoonstelling Foto '37, die in de zomer van 1937 onder auspiciën van de VANK in het Stedelijk Museum in Amsterdam werd georganiseerd. Tegelijkertijd deed zij veel werk in opdracht, onder andere fotografeerde zij veel architectuur. Zo fotografeerde zij ook voor de organisatie van architecten De 8, die een tijdschrift uitgaven.
In 1939 kreeg ze een relatie met grafisch ontwerper Wim Brusse, maar ze bleef formeel getrouwd met Fernhout. 
Tot de Tweede Wereldoorlog deed ze veel aan portretfotografie maar ook het fotograferen van architectuur had haar belangstelling. In 1942 dook ze onder. Ze ontving via beeldend kunstenaar Willem Arondeus een vervalst persoonsbewijs waardoor ze werd "geariseerd" en meer vrijheid kreeg. Zelf raakt Besnyö daarop ook betrokken bij het verzet. Ze maakte vooral pasfoto's voor vervalste persoonsbewijzen.
In 1945 scheidde ze formeel van Fernhout. In 1947 trouwde ze met Brusse met wie ze een zoon en een dochter kreeg. Ondanks de geboorte en de zorg voor de kinderen bleef zij fotograferen. In 1952 nam ze deel aan ‘Tentoonstelling Photografie’ in het Stedelijk Museum Amsterdam. In 1953 maakte zij foto's na de watersnoodramp.
Begin van de jaren '70 legde zij zich vooral met een Leica-camera toe op het vastleggen van acties van Amsterdamse feministen van met name de groep Dolle Mina, waarbij zij zich ook had aangesloten. In 1974 scheidde ze van Brusse.
In 1985 werd aan Besnyő de Annie Romeinprijs toegekend. In 1994 kreeg ze de Piet Zwart Prijs.
Samen met Benno Premsela en Paul Huf vormde zij vele jaren het bestuur van het Maria Austria Instituut. Haar fotoarchief schonk zij later ook aan het Maria Austria Instituut.
Vrijwel alle foto's van Besnyö zijn zwartwit. Ze vond dat de kleurnuances in zwart-wit moesten worden weergegeven. 

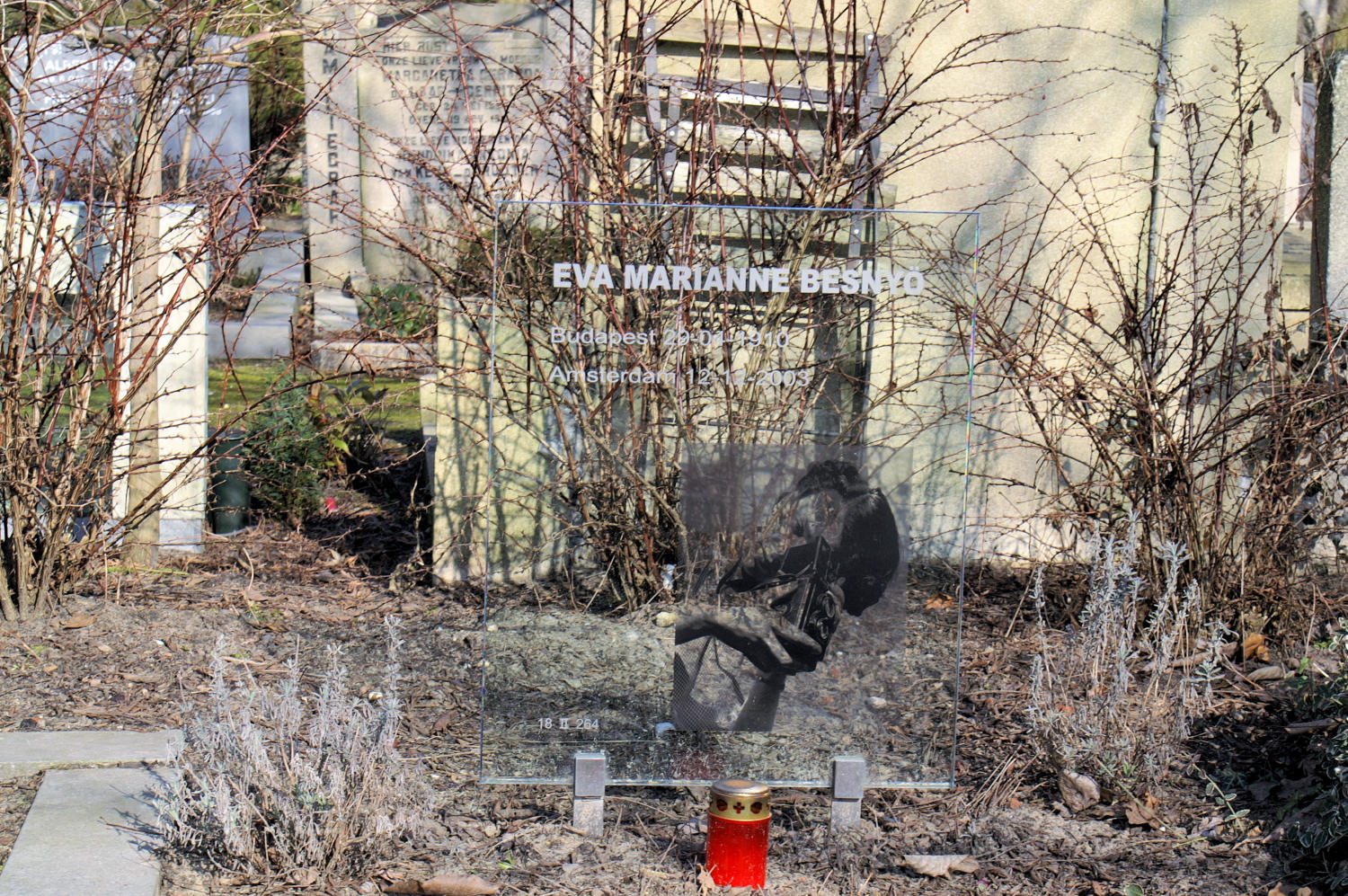
Het graf van Eva Besnyö op Zorgvlied

Op hoge leeftijd moest ze vanwege problemen met haar ogen stoppen met het fotograferen. De laatste jaren van haar leven woonde ze in het Rosa Spier Huis in Laren waar ze in 2003 op 93-jarige leeftijd overleed. Zij is begraven op Zorgvlied in Amsterdam.
In 2004 werd ze 143ste bij de verkiezing van De grootste Nederlander.

## Prijzen
- 1952: Oorkonde World Exhibition of Photography Luzern
- 1985: de Annie Romeinprijs
- 1994: de Piet Zwart Prijs
- 1994: Oeuvreprijs van het Fonds BKVB
- 1999: Dr. Erich Salomonprijs van de Deutsche Gesellschaft für Photographie
- 2003: Zilveren Penning van de stad Amsterdam
- 2003: Emmy Andriesse prijs

## Kinderzegels
Kinderzegels (1947) met foto's gemaakt door Éva Besnyő:

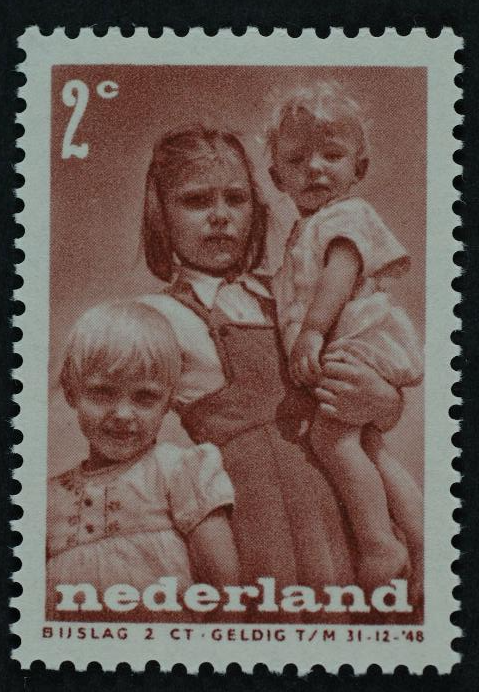
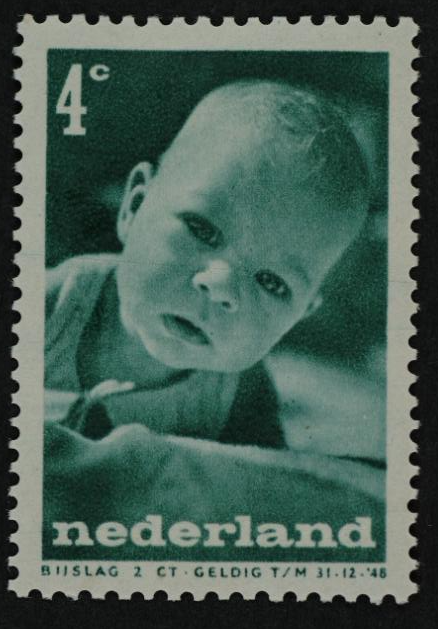
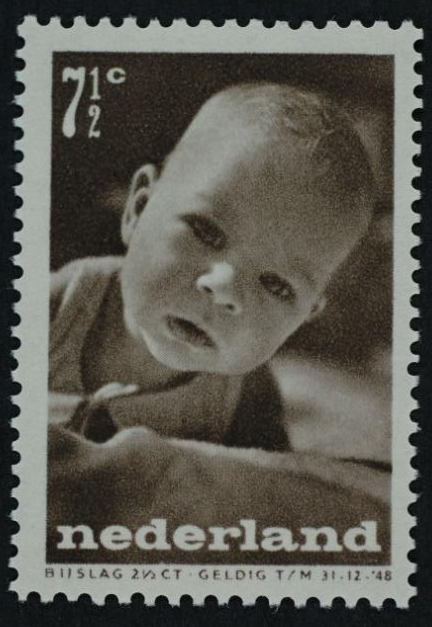
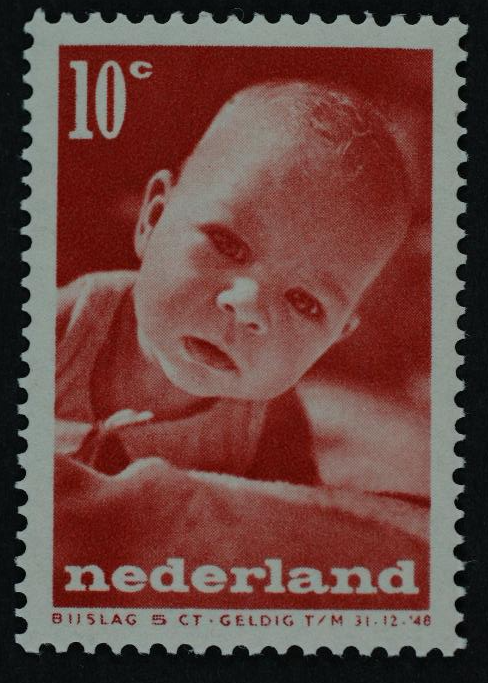
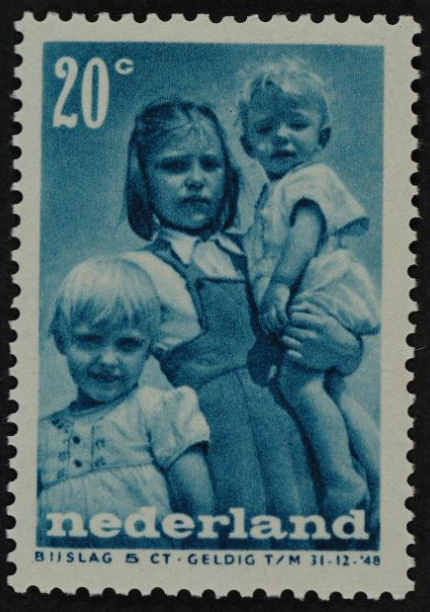

## Publicaties
- “Meid, wat ben ik bewust geworden”: vijf jaar Dolle Mina / Marjo van Soest (eindred.), Eva Besnyö (foto’s). – Den Haag : Dolle Mina, 1975.
- Wij vrouwen eisen : abortus uit het wetboek van strafrecht, abortus in het ziekenfonds, de vrouw beslist / Eva Besnyö (fotogr.), [et al.]. – Leiden : Wij vrouwen eisen, 1983.
- Zeeland toen / Eva Besnyö (samenst.), Jeroen de Vries (samenst.), Jacqueline Louwerse. – Amsterdam : Spruijt, 1990.
- Kinderen 1930-1987 / Eva Besnyö (fotogr.), Aad Speksnijder (eindred.), Gerrit Kleijwegt (vert.). – Rotterdam : [s.n.], 1998.
- Eva Besnyö / Tineke de Ruiter (tekst) (red.), Adriaan Elligens (red.), Henrik Barends (red.), Eva Besnyö (foto’s). – Amsterdam : Stichting Voetnoot, 2007
- Lin Jaldati en Eberhard Rebling, Lied van verzet, 2024, oorspronkelijk verschenen onder de titel Sag nie, du gehst den letzten Weg, Berlijn 1986. In dit boek wordt uitvoerig over Eva Besnyő geschreven.

## Werk in openbare collecties (selectie)
- Rijksmuseum Amsterdam[11]
- Stedelijk Museum Amsterdam
- The Family of Man
- Fotomuseum Den Haag[12]